# Serbia na Mistrzostwach Europy w Lekkoatletyce 2010
Serbia na Mistrzostwach Europy w Lekkoatletyce 2010 – reprezentacja Serbii podczas zawodów liczyła 12 zawodników: 6 kobiet oraz 6 mężczyzn.

## Występy reprezentantów Serbii

### Mężczyźni
- Bieg na 800 m
  - Goran Nava

- Bieg na 1500 m
  - Goran Nava

- Chód na 50 km
  - Predrag Filipović

- Pchnięcie kulą
  - Asmir Kolašinac
  - Milan Jotanović

- Dziesięciobój lekkoatletyczny
  - Mihail Dudaš
  - Igor Šarčević

### Kobiety
- Bieg na 1500 m
  - Marina Munćan

- Bieg na 100 m przez płotki
  - Jelena Jotanović

- Skok w dal
  - Ivana Španović

- Rzut dyskiem
  - Dragana Tomašević

- Rzut oszczepem
  - Tatjana Jelača